# Ледени џин
Ледени џин је врста планете која је састављена углавном од водоника и хелијума. Овај тип планете је постао познат 1990. када је откривено да су Уран и Нептун посебна класа џиновске планете. Састављени су од око 20% водоника. Пре свега се састоје од леденог материјала који је тежи од водоника и хелијума. Сматра се да у њиховим језгрима недостаје металног водоника, којег има у језгрима гасовитих џинова.
Гасовити спољни слојеви ледених дивова имају неколико сличности са онима гасних гиганата. То укључује дуготрајне, брзе екваторијалне ветрове, поларне вртлоге, велике обрасце циркулације и сложене хемијске процесе које покреће ултраљубичасто зрачење одозго и његово мешање са нижом атмосфером.
Проучавање атмосферског модела ледених дивова такође даје податке о атмосферској физици. Састав ових планета покреће различите хемијске процесе и због своје удаљене орбите примају далеко мање сунчеве светлости од било које друге планете у Сунчевом систему.
Највећа видљива карактеристика Нептуна је велика тамна тачка која се понавља. Формира се и нестаје сваких неколико година, за разлику од Јупитерове велике црвене мрље, која је сличне величине, али постоји вековима. Од свих познатих џиновских планета у Сунчевом систему, Нептун зрачи највише унутрашње топлоте по јединици апсорбоване сунчеве светлости (однос од приближно 2,6). Сатурн је други на овој листи са односом од око 1,8. Уран даје најмање топлоте, једну десетину од Нептуна. Астрономи сумњају да би ово могло бити повезано са његовим екстремним аксијалним нагибом од 98˚. Због тога се годишња доба Урана веома разликују од оних на другим планетама у Сунчевом систему.
Још увек не постоје потпуни модели који објашњавају атмосферске карактеристике уочене код ледених дивова. Разумевање ових карактеристика ће помоћи да се разјасни како функционишу атмосфере џиновских планета. Сходно томе, такви увиди би могли помоћи научницима да боље предвиде атмосферску структуру и понашање џиновских егзопланета за које се зна да су веома близу њиховим матичним звездама (планети Пегаз) и да пронађу егзопланете са масама и радијусима између оних џиновских и земаљских планета у Сунчевом систему.Због њихове огромне величине и ниске топлотне проводљивости, унутрашњи притисак у планетама се креће до неколико стотина гигапаскала (ГПа) и имају температуру од неколико хиљада келвина (К).
У марту 2012. године откривено је да компресибилност воде која се користи у моделима ледених џинова може бити смањена за трећину. Ова вредност је важна за моделирање ледених дивова и има таласни ефекат за њихово разумевање.